# Subprionomitus obscuripennis
Subprionomitus obscuripennis är en stekelart som beskrevs av Mercet 1921. Subprionomitus obscuripennis ingår i släktet Subprionomitus och familjen sköldlussteklar.
Artens utbredningsområde är:
- Ungern.
- Spanien.

Inga underarter finns listade i Catalogue of Life.